# Tok piszin nyelv
A tok piszin Pápua Új-Guineában beszélt, kreoloizálódott angolalapú pidzsin nyelv. A nyelv Pápua Új-Guinea egyik hivatalos nyelve, és szerte az országban ismerik.
A nyelv elnevezése az angol talk (tok) ’beszélni’ és az angol pidgin (pisin) ’pidzsin nyelv’ jelentésű szavak összetételéből áll, de ebben az esetben a tok beszédet, nyelvet is jelent.
Beszélőinek száma 5 és 6 millió közé tehető, közülük 1-2 millióra becsülhető azok száma, akiknek első nyelve a tok piszin, beleértve azokat a gyerekeket is, akikkel a szüleik elsősorban tok piszin nyelven beszélnek. Körülbelül egymillió lehet azok száma, akiknek a tok piszin az anyanyelvük.
A tok piszint az angol szakirodalomban gyakran új-guineai pidzsinnek, vagy akadémiai körökben melanéziai pidzsin-angolnak vagy újmelanéziainak is nevezik.

## Hivatalos státusza
Az angol és a hiri motu mellett a tok piszin Pápua Új-Guinea egyik hivatalos nyelve. A parlament munkanyelveként funkcionál elsősorban a hivatalos életben. Bár a legtöbb országgyűlési dokumentum angolul van, de a publikus iratok gyakran részben vagy egészben tok piszin nyelven is elérhetők. Amíg az angol az oktatás nyelve, néhány általános iskola első három évfolyamán a tok piszinül történik az oktatás.

## Pidzsin vagy kreol
A tok piszin nyelvvel foglalkozó szakemberek körében vitatott, hogy pidzsin vagy kreol nyelvről van-e szó. Azok, akik a kreol nyelvek közé sorolják, azzal érvelnek, hogy az utóbbi időben egyre eltejedtebb Pápua Új-Guineában, hogy különböző nyelvi közösségek tagjai házasságot kötnek, és a házastársak tok piszinül érintkeznek egymással. Az ilyen házasságból született gyerekek már szükségképpen anyanyelvként beszélik a tok piszint. Azok, akik a pidzsin nyelvek közé sorolják a nyelvet, rámutatnak, hogy a beszélők túlnyomó többségének egy másik nyelv az anyanyelve.

## Hangrendszer
A tok piszinben 16 mássalhangzó és 5 magánhangzó található.
|               | Ajakhang | Koronális | Palatális | Veláris | Glottális |
| ------------- | -------- | --------- | --------- | ------- | --------- |
| Zárhang       | p b      | t d       |           | k g     |           |
| Réshang       | v        | s         |           |         | h         |
| Orrhang       | m        | n         |           | ŋ       |           |
| Laterális     |          | l         |           |         |           |
| Közelítő hang | w        |           | j         |         |           |
| Pergő hang    |          | r         |           |         |           |

|         | Első | Középső | Hátsó |
| ------- | ---- | ------- | ----- |
| Zárt    | i    |         | u     |
| Közepes | e    |         | o     |
| Nyílt   |      | a       | a     |

## Nyelvtan

### Ige
Az igéknek egy végződése lehet: -im, ha tranzitivitást akarunk kifejezni (luk ’lát’, lukim ’néz’). Néhány ige, mint például a kaikai ’eszik’ enélkül is lehet tárgyas ige. Az idő kifejezésére partikulákat használnak, mint például bai (jövő idő), bin (múlt idő - az angol been szóból). A névszói igenév képzésekor a stap szót használják, például kaikai stap ’evés’.

### Névszó
A névszók nem fejeznek ki nemet, számot.

### Melléknév
A legtöbb melléknevet a -pela (ang. fellow) toldalékkal fejezik ki. Kivétel például a liklik ’kis, kicsi’.

### Névmás
A névmások személyt, számot és „belefoglalást” is kifejeznek. Utóbbi azt jelöli, hogy a hallgatóra is vonatkozik-e a névmás vagy nem. A magyar nyelvben a "mi" névmásnak is lehet "ő és én" illetve "te és én" egymástól eltérő jelentése, ami pontosabban a szövegkörnyezetből derül ki, nincs önálló jelölése (például "Mi elmentünk kirándulni." jelentése lehet "Ő és én elmentünk kirándulni." illetve "Te és én elmentünk kirándulni." is).
|                     | Egyes szám | Kettes szám           | Hármas szám                      | Többes szám                              |
| ------------------- | ---------- | --------------------- | -------------------------------- | ---------------------------------------- |
| 1. nem bennefoglalt | mi (én)    | mitupela (ő és én)    | mitripela (mindkettőjük és én)   | mipela (mindegyikük és én)               |
| 1. bennefoglalt     | -          | yumitupela (te és én) | yumitripela (mindkettőtök és én) | yumipela vagy yumi (mindegyikőtök és én) |
| 2.                  | yu (te)    | yutupela (ti ketten)  | yutripela (ti hárman)            | yupela (ti négyen vagy többen)           |
| 3.                  | em (ő)     | tupela (ők ketten)    | tripela (ők hárman)              | ol (ők négyen vagy többen)               |